# Chester Turner
Chester Dewayne Turner (5 de noviembre de 1966) es un asesino en serie estadounidense. Fue condenado el 30 de abril de 2007 por los asesinatos de diez mujeres en Los Ángeles, California, además de ser declarado culpable de la muerte del hijo no nacido de una de las víctimas. Adicionalmente, fue condenado el 19 de junio de 2014 por otros cuatro asesinatos. Los fiscales han calificado a Turner como “uno de los asesinos en serie más prolíficos en la historia de la ciudad”.
El 10 de julio de 2007, Turner fue sentenciado a muerte por los 11 asesinatos de los que fue originalmente declarado culpable. El 26 de junio de 2014, fue sentenciado a muerte por segunda vez a causa de otros cuatro asesinatos.

## Vida
Turner nació en Warren, Arkansas. Él y su madre se mudaron a Los Ángeles cuando él tenía cinco años de edad, luego de que sus padres se separaron. Estudió en escuelas públicas en Los Ángeles, pero abandonó sus estudios de escuela secundaria. De joven trabajó en Domino’s Pizza como cocinero y repartidor, viviendo con su madre hasta que ella se mudó a Utah. Después de eso, Turner vivió en diferentes refugios y misiones.

## Crímenes
Turner ha sido condenado de 11 asesinatos que ocurrieron en Los Ángeles entre 1987 y 1998. Los primeros nueve de dichos asesinatos tuvieron lugar en un tramo de cuatro manzanas que discurría a ambos lados de Figueroa Street, entre Gage Avenue y 108th Street:
- Diane Johnson, de 21 años, fue encontrada parcialmente desnuda y estrangulada en marzo de 1987 en una zona de construcción de carretera al oeste de la Autopista Harbor.
- Annette Ernest, de 26 años, fue encontrada tirada en la banquina de una carretera en octubre de 1987, parcialmente desnuda y estrangulada. Era la hija de Mildred White, quien era amiga de Jerri Johnson Tripplett, la madre de la quinta víctima de Turner, Andrea Tripplett.[7]
- Anita Fishman Breier, de 31 años, fue estrangulada y abandonada parcialmente desnuda afuera de un taller en un callejón en Figueroa Street en 1989. Su sobrino la describió como “optimista y feliz”.[8] Su hermana, Suzanne, estaba intentando ayudarla en su lucha contra la adicción.[9]
- Regina Nadine Washington, de 27 años, también fue encontrada parcialmente desnuda y estrangulada en el interior de un taller en Figueroa Street en septiembre de 1989. Washington llevaba seis meses de embarazo; la muerte del feto, al que se refirió como Bebé Washington, se atribuyó a la estrangulación de la madre y se dictaminó como homicidio.
- Andrea Tripplett, de 29 años, fue encontrada parcialmente desnuda y estrangulada detrás de un edificio desocupado en Figueroa Street en abril de 1993. Tenía 5 meses y medio de embarazo, pero en ese entonces la ley de California no consideró viable al feto, por lo que Turner no fue acusado de su asesinato.[9]
- Desarae Ellemae Jones, de 29 años, fue encontrada estrangulada en un patio trasero en mayo de 1993. Su hermano, Frank, la describió como “inteligente, extrovertida y divertida”, además, declaró que, antes de que su hermana cediera a su adicción, trabajaba en un asilo.[9]
- Natalie Price, de 31 años, fue encontrada parcialmente desnuda y estrangulada junto a una residencia vacía en febrero de 1995.
- Mildred Williams Beasley, de 45 años, fue encontrada parcialmente desnuda y estrangulada; su cuerpo había sido abandonado entre los arbustos al lado de la Autopista 110 en noviembre de 1996. Estaba casada y tenía un hijo adolescente.[9]

Los últimos dos asesinatos tuvieron lugar fuera de este tramo en el condado de Los Ángeles:
- Paula Vance, de 24 años, fue encontrada en el negocio Olympia Tool, en Azusa, en febrero de 1998. Vance padecía una enfermedad mental y era errante.[9]
- Brenda Bries, de 39 años, fue encontrada estrangulada en un baño portátil cerca de Little Tokyo en abril de 1998. Fue encontrada a poco menos de 50 metros del hotel donde se alojaba Turner.[9]

El asesinato de Vance fue presenciado por un transeúnte en un campamento de casas rodantes cercano. Turner fue encarcelado en siete ocasiones entre 1995 y 2002; seis veces por delitos no violentos y una por un cargo de agresión a un oficial y crueldad contra un animal el 9 de abril de 1997. En marzo de 2002, Turner agredió sexualmente a una mujer de 47 años durante aproximadamente dos horas, a quien amenazó con matarla si se lo denunciaba a la policía; fue declarado culpable y sentenciado a ocho años en una prisión estatal de California.
Turner tuvo que proporcionar una muestra de ADN al Combined DNA Index System (CoDIS) de California. En septiembre de 2003, gracias a esa muestra, el ADN de Turner coincidió con el que se recuperó de Vance y Beasley. Los detectives comenzaron entonces a examinar cuidadosamente los antecedentes de Turner. Se relacionó a Turner con nueve de los once asesinatos sin resolver mediante pruebas de ADN.

### Condenas adicionales por asesinato y segunda pena de muerte
El 19 de junio de 2014, Turner fue condenado por otros cuatro asesinatos. Las cuatro víctimas fueron identificadas como Cynthia Annette Johnson, de 30 años; Elandra Joyce Bunn, de 33 años; Mary Edwards, de 42 años; y Deborah Williams, de 28 años. Las autoridades informaron que el ADN vinculaba a Turner a los asesinatos, por lo que el 26 de junio de 2014 recibió otra pena de muerte por estos asesinatos.
El Tribunal Supremo de California recibió una apelación automática el 2 de septiembre de 2020 sobre el caso. El 30 de noviembre del mismo año, el tribunal revirtió la condena de Turner por el asesinato del bebé sin nacer; sin embargo, se mantuvo la pena de muerte por las otras 14 víctimas.

## Condena errónea del sospechoso anterior
Durante la investigación de estos casos, los detectives también repasaron casos similares resueltos. Al hacerlo, descubrieron que David Allen Jones, de 28 años, había sido condenado por tres asesinatos que habían sido cometidos en la misma área donde se sabía que operaba Turner, entre ellos el de Tammie Christmas, quien fue encontrada estrangulada en la escuela primaria de la calle 97 en septiembre de 1992. Jones, un conserje de medio tiempo con discapacidad mental y prácticamente analfabeto, fue interrogado sin un abogado, y admitió haber consumido drogas con las víctimas en las zonas donde se encontraron sus cuerpos.
En vez de utilizar estas condenas como base para excluir a Turner, los detectives volvieron a examinar estos casos “resueltos” y revaluaron las pruebas físicas, descubriendo que el juicio de Jones de 1995 se había basado en otras evidencias, incluyendo las declaraciones forzadas de Jones a la policía, en lugar de análisis de ADN. A petición de los detectives, el laboratorio de criminalística del Departamento de Policía de Los Ángeles procesó las pruebas disponibles empleando las últimas técnicas de ADN. Si bien el análisis de ADN no pudo usarse para volver a investigar el asesinato de Christmas, la fiscalía y la policía están seguros de que Jones es inocente de ese crimen y que Turner es probablemente el culpable.
Durante su juicio, Jones también había sido condenado por una violación sin relación con los asesinatos. Había cumplido su sentencia del año 2000 por la violación. La nueva investigación reveló que las pruebas de tipificación sanguínea no coincidían con los tipos de sangre encontrados en los crímenes por los que pasó once años en prisión, y fue exonerado como asesino. Jones salió de prisión en marzo de 2004 y presentó una demanda contra la ciudad de Los Ángeles (LA), recibiendo una indemnización de $720,000.